# Ghosts Before Breakfast
Ghosts Before Breakfast (en allemand Vormittagsspuk) est un film dadaïste allemand de court-métrage de 1927 réalisé par Hans Richter.

## Synopsis
Le film, qui utilise la technique du stop-motion, est constitué d'un ensemble hétéroclite de scènes surréalistes. Celles-ci représentent notamment divers objets du quotidien prenant soudainement vie (horloges, chapeaux melon, cravate, pistolet, porte, lance à incendie...), ainsi que plusieurs personnages se déplaçant, disparaissant derrière une balise ou encore caressant leur barbe qui disparaît et réapparaît.

## Fiche technique
- Titre : Ghosts Before Breakfast (Vormittagsspuk)
- Réalisateur : Hans Richter
- Pays d'origine : Allemagne  République de Weimar
- Langue : Muet (musique originale de Paul Hindemith, détruite par les Nazis[1],[2])
- Format : Noir et blanc
- Durée : 6'
- Date de sortie : 1927

## Distribution
- Werner Graeff
- Walter Gronostay
- Paul Hindemith
- Darius Milhaud
- Madeleine Milhaud
- Jean Oser
- Willi Pferdekamp
- Hans Richter